# Роуэн, Уильям
Сэр Уильям Роуэн (англ. Sir William Rowan; 18 июня 1789, остров Мэн — 26 сентября 1879, Бат, графство Сомерсет, Англия) — британский военачальник, фельдмаршал (2 июня 1877).

## Военная карьера
В 1803 году поступил на службу в 52-й легко-пехотный полк (англ. 52nd Light Infantry). Участвовал во взятии Флашинга (Flushing) в 1809 году. Принимал участие во многих сражениях в Испании, Португалии и Франции. Участник битвы при Ватерлоо. После войны занимал пост командующего войсками 1-го военного округа (Париж).
С 1823 года служил в Новом Брауншвейге (Канада), в 1826 перевелся в 58-й пехотный полк (англ. 58th Regiment of Foot). В 1828 году назначен Военным секретарем при сэре Джоне Колборне, лейтенант-губернаторе Верхней Канады (англ. Lieutenant Governor of Upper Canada).
В 1849 году назначен на пост Главнокомандующего британскими войсками в Северной Америке (англ. Commander-in-Chief, North America).